# یواس‌اس مکیناک (ای‌وی‌پی-۱۳)
یواس‌اس مکیناک (ای‌وی‌پی-۱۳) (به انگلیسی: USS Mackinac (AVP-13)) یک کشتی بود که طول آن ۳۱۱ فوت ۸ اینچ (۹۵٫۰۰ متر) بود. این کشتی در سال ۱۹۴۱ ساخته شد.